# سیمین شفیقی

سیمین شفیقی (زاده ۱۳۲۲ خورشیدی در تهران - درگذشته ۲ خرداد ۱۳۵۱ در تهران) بازیکن بسکتبال و کاپیتان تیم ملی بسکتبال زنان ایران بود. وی که فارغ‌التحصیل علوم اجتماعی از دانشگاه ملی بود، در تیم‌های بسکتبال باشگاه‌های شریف (صدری)، تهرانجوان و پاس عضویت داشت. وی در سال ۱۳۴۹ به همراه تیم باشگاه پاس قهرمان باشگاه‌های تهران شد. وی در ۲ آذر ۱۳۴۴ در اولین مسابقه تاریخ تیم ملی ایران که در مقابل تیم ملی ترکیه برگزار شد شرکت داشت. وی در پست «گارد راس» بازی می‌کرد.
وی در ورزش دو و میدانی نیز فعالیت داشت. وی در نخستین دوره مسابقات دو و میدانی قهرمانی دانشگاه‌ها و مدارس عالی ایران (در اصفهان)، در رشته‌های پرتاب وزنه و دو امدادی ۵ در ۸۰ متر به همراه تیم دانشسرای عالی اول شد و در رشته‌های پرتاب دیسک و پرش ارتفاع به ترتیب مقام‌های دوم و سوم را کسب کرد.
او در ساعت ۱۱ روز دوم خرداد سال ۱۳۵۱ شمسی همراه با ژانت کهن‌صدق قهرمان کلیمی دوی ۱۰۰ متر ایران در تصادف اتومبیل جاده پارک وی نزدیکی پل ونک در تهران کشته شد وی در هنگام مرگ ۲۸ سال سن داشت. یک‌ماه بعد و در ۲۴مین دوره مسابقات قهرمانی کشور، تیم تهران بدون وجود کاپیتان و با نشانی مشکی بر لباس به یاد سیمین شفیقی حضور یافت. پس از آن مسابقات بسکتبال آموزشگاهی در هر دو بخش مردان و زنان برای سال‌ها به نام «یادواره سیمین شفیقی» نامگذاری شد.

## افتخارات
در سطح باشگاهی
- قهرمان باشگاه‌های تهران: سال ۱۳۴۹ (به عنوان کاپیتان تیم باشگاه پاس)،[۸] سال ۱۳۴۴ و ۱۳۴۵ (تیم شریف)
- قهرمان ایران: ۱۳۴۸، ۱۳۴۹ و ۱۳۵۰ (منتخب تهران)